# جغرافیای آفریقا

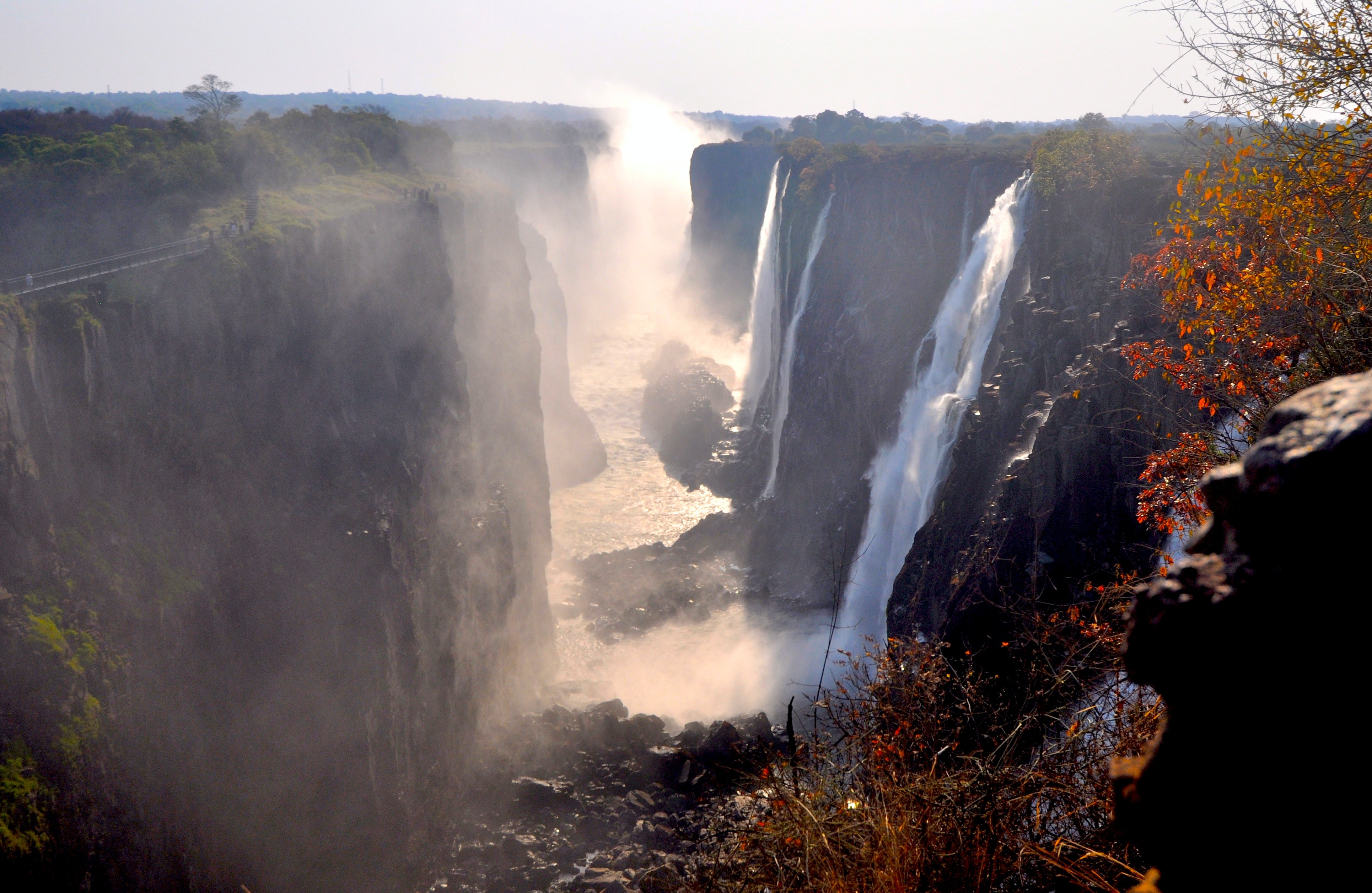
آبشار ویکتوریا در جنوب قاره آفریقا و بر روی رودخانه زامبزی و بر روی خط مرزی زامبیا
و زیمبابوه، واقع شده‌است.

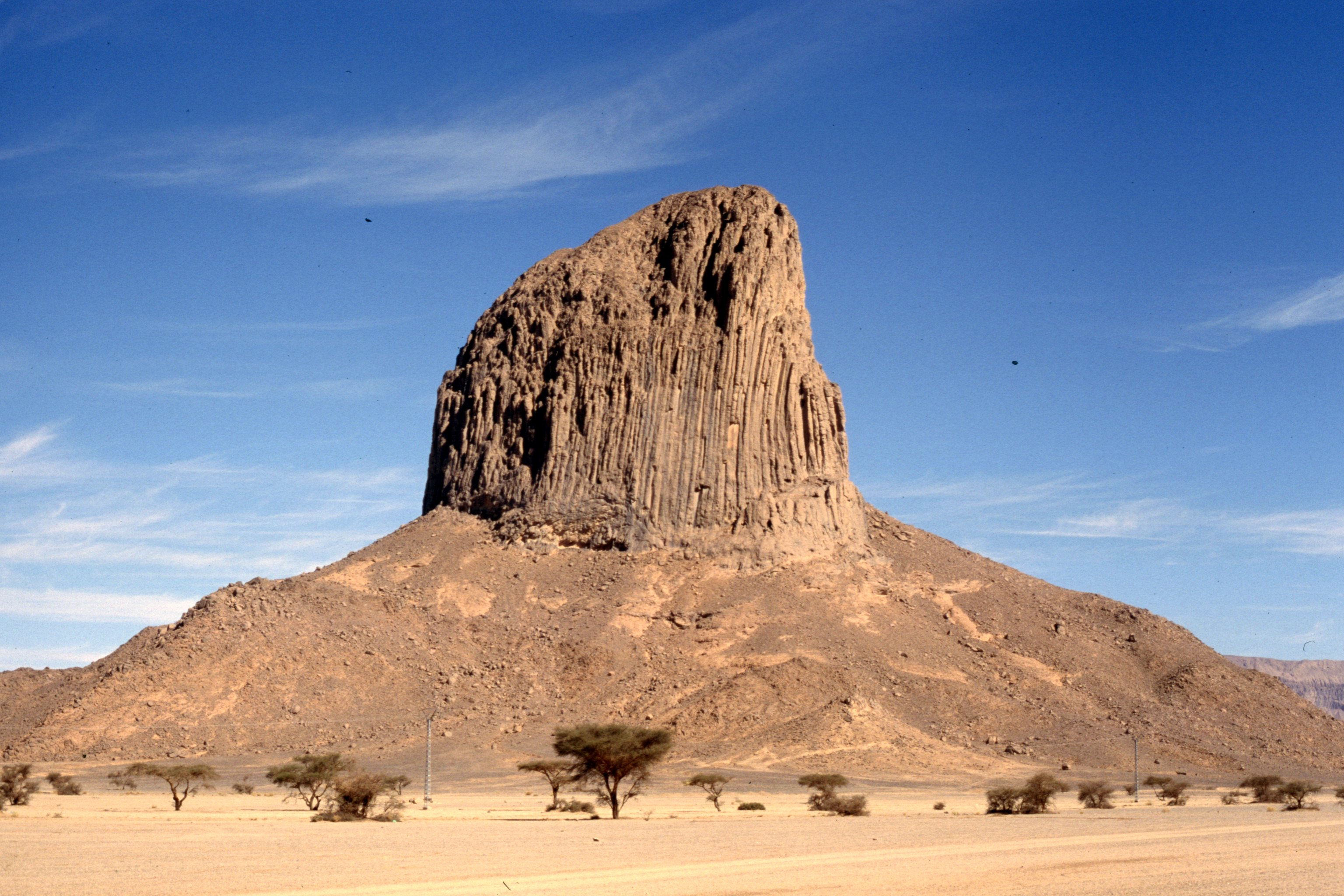
کوه‌های هوگار در جنوب الجزایر و بر روی مدار رأس‌السرطان واقع شده‌اند.

آفریقا، قاره‌ای است که ۶۲ کشور را در بر می‌گیرد و بیشترین خشکی‌های نیمکره جنوبی را در خود جای داده‌است. آفریقا به وسیله دریای مدیترانه از اروپا جدا شده و از منتهی‌الیه بخش شمال شرقی خود به آسیا می‌پیوندد. کانال سوئز این ارتباط آفریقا و آسیا را قطع کرده‌است. مساحت آفریقا با احتساب جزایر هم‌جوار ۳۰٬۳۶۸٬۶۰۹ کیلومترمربع است.
همچنین، به لحاظ جغرافیای سیاسی، شبه جزیره سینا در شرق کانال سوئز اغلب به عنوان بخشی از آفریقا محسوب می‌شود. از شمالی‌ترین نقطه آفریقا رأس الابیض در تونس ('۲۱ ° ۳۷ شمالی) تا جنوبی‌ترین نقطه، تنگه آگولهاس در آفریقای جنوبی (۱۵ '۵۱ °۳۴ جنوبی) یک فاصله تقریبی ۸۰۰۰ کیلومتری وجود دارد؛ از کیپ ورد، «۲۲'۳۳°۱۷غربی، در غربی‌ترین نقطه تا راس هافون در سومالی،»۵۲'۲۷°۵۱شرقی، در شرقیترین نقطه، تقریباً ۷۴۰۰ کیلومتر فاصله‌است.
خط ساحلی آفریقا فقط ۲۶هزار کیلومتر طول دارد در حالی‌که قاره اروپا با مساحتی در حدود یک‌سوم آفریقا حدود ۳۲ هزار کیلومتر خط ساحلی دارد و این به دلیل عدم وجود دندانه‌های عمیق در سواحل آفریقا است.
بزرگ‌ترین کشور آفریقا الجزایر و کوچک‌ترین کشور آن سیشل بوده که یک مجمع الجزایر در خارج از ساحل شرقی آن می‌باشد. کوچک‌ترین کشور ناحیه خشکی آن گامبیا است.

## اقلیم، پوشش جانوری و گیاهی
آب و هوای آفریقا از حاره‌ای تا فراشمالگان در بالاترین قلل آن در نوسان است. در ناحیه شمالی آن عمدتاً بیابان یا مناطق بایر وجود دارد، در حالی که مناطق مرکزی یا جنوبی شامل دشت‌های گرم (استوایی) و نواحی جنگلی بارانی بسیار متراکم می‌باشد. در میان این دو نوعی همگرایی در الگوهای گیاهی همچون ساحل و استپ غالب است.
آفریقا احتمالاً از این جهت که بزرگ‌ترین ترکیب از بالاترین تراکم و «دامنه آزادی» را برای جمعیت‌های جانوران وحشی و تقابل آن‌ها به وجود آورده به خود می‌بالد، ضمن آن که جمعیتهای وحشی از جانوران بزرگ گوشتخوار نظیر شیرها، کفتارها، و چیتاها و نیز گیاه خوارانی همچون گاو وحشی، گوزن، فیل‌ها، شترها، و زرافه‌ها به‌طور آزادانه بر روی دشت‌های عمدتاً وسیع بدون مالک شخصی پراکنده‌اند، و علاوه بر جانوران جنگلی (از جمله مارها و پستانداران بزرگ اولیه) و زندگی آبی (مثلاً سوسمارها و دوزیستان) در آن وجود دارند.

## مناطق و نواحی
کشورهای موجود در این جدول برطبق شمای زمینی سازمان ملل، شمایی برای زیر بخش‌های نواحی جغرافیایی دسته‌بندی می‌شوند.
|  |  |
|  |  |

| نام منطقه مناطق قاره‌ای به ازای هر تصویر دسته‌بندی‌ها / نقشه سازمان ملل و ناحیه، با پرچم | وسعت (² km) | جمعیت (۱ ژوئیه ۲۰۰۲) | تراکم جمعیتی (به ازای ² km) | پایتخت                                          |
| ------------------------------------------------------------------------------------- | ----------- | -------------------- | --------------------------- | ----------------------------------------------- |
| آفریقای شرقی:                                                                         |             |                      |                             |                                                 |
| بوروندی                                                                               | ۲۷٬۸۳۰      | ۶٬۳۷۳٬۰۰۲            | ۲۲۹٫۰                       | بوجومبورا                                       |
| مجمع‌الجزایر قمر                                                                       | ۲٬۱۷۰       | ۶۱۴٬۳۸۲              | ۲۸۳٫۱                       | مورونی                                          |
| جیبوتی                                                                                | ۲۳٬۰۰۰      | ۴۷۲٬۸۱۰              | ۲۰٫۶                        | جیبوتی                                          |
| اریتره                                                                                | ۱۲۱٬۳۲۰     | ۴٬۴۶۵٬۶۵۱            | ۳۶٫۸                        | اسمره                                           |
| اتیوپی                                                                                | ۱٬۱۲۷٬۱۲۷   | ۶۷٬۶۷۳٬۰۳۱           | ۶۰٫۰                        | آدیس آبابا                                      |
| کنیا                                                                                  | ۵۸۲٬۶۵۰     | ۳۱٬۱۳۸٬۷۳۵           | ۵۳٫۴                        | نایروبی                                         |
| ماداگاسکار                                                                            | ۵۸۷٬۰۴۰     | ۱۶٬۴۷۳٬۴۷۷           | ۲۸٫۱                        | انتاناناریوو                                    |
| مالاوی                                                                                | ۱۱۸٬۴۸۰     | ۱۰٬۷۰۱٬۸۲۴           | ۹۰٫۳                        | لیلونگوی                                        |
| موریس                                                                                 | ۲٬۰۴۰       | ۱٬۲۰۰٬۲۰۶            | ۵۸۸٫۳                       | بندر لوئیز                                      |
| مایوت (فرانسه)                                                                        | ۳۷۴         | ۱۷۰٬۸۷۹              | ۴۵۶٫۹                       | ماموتزو                                         |
| موزامبیک                                                                              | ۸۰۱٬۵۹۰     | ۱۹٬۶۰۷٬۵۱۹           | ۲۴٫۵                        | ماپوتو                                          |
| رئونیون (فرانسه)                                                                      | ۲٬۵۱۲       | ۷۴۳٬۹۸۱              | ۲۹۶٫۲                       | ری یونیون                                       |
| رواندا                                                                                | ۲۶٬۳۳۸      | ۷٬۳۹۸٬۰۷۴            | ۲۸۰٫۹                       | کیگالی                                          |
| سیشل                                                                                  | ۴۵۵         | ۸۰٬۰۹۸               | ۱۷۶٫۰                       | ویکتوریا                                        |
| سومالی                                                                                | ۶۳۷٬۶۵۷     | ۷٬۷۵۳٬۳۱۰            | ۱۲٫۲                        | موگادیشو                                        |
| تانزانیا                                                                              | ۹۴۵٬۰۸۷     | ۳۷٬۱۸۷٬۹۳۹           | ۳۹٫۳                        | دودوما                                          |
| اوگاندا                                                                               | ۲۳۶٬۰۴۰     | ۲۴٬۶۹۹٬۰۷۳           | ۱۰۴٫۶                       | کامپالا                                         |
| زامبیا                                                                                | ۷۵۲٬۶۱۴     | ۹٬۹۵۹٬۰۳۷            | ۱۳٫۲                        | لوزاکا                                          |
| زیمبابوه                                                                              | ۳۹۰٬۵۸۰     | ۱۱٬۳۷۶٬۶۷۶           | ۲۹٫۱                        | هراره                                           |
| آفریقای میانی :                                                                       |             |                      |                             |                                                 |
| آنگولا                                                                                | ۱٬۲۴۶٬۷۰۰   | ۱۰٬۵۹۳٬۱۷۱           | ۸٫۵                         | لوآندا                                          |
| کامرون                                                                                | ۴۷۵٬۴۴۰     | ۱۶٬۱۸۴٬۷۴۸           | ۳۴٫۰                        | یوآنده                                          |
| جمهوری آفریقای مرکزی                                                                  | ۶۲۲٬۹۸۴     | ۳٬۶۴۲٬۷۳۹            | ۵٫۸                         | بانگوئی                                         |
| چاد                                                                                   | ۱٬۲۸۴٬۰۰۰   | ۸٬۹۹۷٬۲۳۷            | ۷٫۰                         | آنجامنا                                         |
| جمهوری کنگو                                                                           | ۳۴۲٬۰۰۰     | ۲٬۹۵۸٬۴۴۸            | ۸٫۷                         | برازاویل                                        |
| جمهوری دموکراتیک کنگو                                                                 | ۲٬۳۴۵٬۴۱۰   | ۵۵٬۲۲۵٬۴۷۸           | ۲۳٫۵                        | کینشازا                                         |
| گینه استوایی                                                                          | ۲۸٬۰۵۱      | ۴۹۸٬۱۴۴              | ۱۷٫۸                        | مالابو                                          |
| گابن                                                                                  | ۲۶۷٬۶۶۷     | ۱٬۲۳۳٬۳۵۳            | ۴٫۶                         | لیبراویل                                        |
| سائوتومه و پرینسیپ                                                                    | ۱٬۰۰۱       | ۱۷۰٬۳۷۲              | ۱۷۰٫۲                       | سائوتومه                                        |
| شمال آفریقا:                                                                          |             |                      |                             |                                                 |
| الجزایر                                                                               | ۲٬۳۸۱٬۷۴۰   | ۳۲٬۲۷۷٬۹۴۲           | ۱۳٫۶                        | الجزیره                                         |
| مصر                                                                                   | ۱٬۰۰۱٬۴۵۰   | ۷۰٬۷۱۲٬۳۴۵           | ۷۰٫۶                        | قاهره                                           |
| لیبی                                                                                  | ۱٬۷۵۹٬۵۴۰   | ۵٬۳۶۸٬۵۸۵            | ۳٫۱                         | تریپولی                                         |
| مراکش                                                                                 | ۴۴۶٬۵۵۰     | ۳۱٬۱۶۷٬۷۸۳           | ۶۹٫۸                        | رباط                                            |
| سودان                                                                                 | ۲٬۵۰۵٬۸۱۰   | ۳۷٬۰۹۰٬۲۹۸           | ۱۴٫۸                        | خارطوم                                          |
| تونس                                                                                  | ۱۶۳٬۶۱۰     | ۹٬۸۱۵٬۶۴۴            | ۶۰٫۰                        | تونس                                            |
| صحرای غربی                                                                            | ۲۶۶٬۰۰۰     | ۲۵۶٬۱۷۷              | ۱٫۰                         | العیون                                          |
| کشورهای تحت الحمایه اروپای غربی در شمال آفریقا:                                       |             |                      |                             |                                                 |
| جزایر قناری (اسپانیا)                                                                 | ۷٬۴۹۲       | ۱٬۶۹۴٬۴۷۷            | ۲۲۶٫۲                       | جزایر بزرگ لاس پالماس قناری، سانتا کروز تاناریو |
| کوتا (اسپانیا).                                                                       | ۲۰          | ۷۱٬۵۰۵               | ۳٬۵۷۵٫۲                     | —                                               |
| جزایر مادریا (پرتغال)                                                                 | ۷۹۷         | ۲۴۵٬۰۰۰              | ۳۰۷٫۴                       | فونچال                                          |
| ملیلا (اسپانیا)                                                                       | ۱۲          | ۶۶٬۴۱۱               | ۵٬۵۳۴٫۲                     | —                                               |
| آفریقای جنوبی:                                                                        |             |                      |                             |                                                 |
| بوتسوانا                                                                              | ۶۰۰٬۳۷۰     | ۱٬۵۹۱٬۲۳۲            | ۲٫۷                         | گابورون                                         |
| لسوتو                                                                                 | ۳۰٬۳۵۵      | ۲٬۲۰۷٬۹۵۴            | ۷۲٫۷                        | ماسرو                                           |
| نامیبیا                                                                               | ۸۲۵٬۴۱۸     | ۱٬۸۲۰٬۹۱۶            | ۲٫۲                         | ویندهوک                                         |
| آفریقای جنوبی                                                                         | ۱٬۲۱۹٬۹۱۲   | ۴۳٬۶۴۷٬۶۵۸           | ۳۵٫۸                        | بلوم فانتین، کیپ تاون، پرتوریا                  |
| سوازیلند                                                                              | ۱۷٬۳۶۳      | ۱٬۱۲۳٬۶۰۵            | ۶۴٫۷                        | مبابان                                          |
| آفریقای غربی:                                                                         |             |                      |                             |                                                 |
| بنین                                                                                  | ۱۱۲٬۶۲۰     | ۶٬۷۸۷٬۶۲۵            | ۶۰٫۳                        | پورتو نوو                                       |
| بورکینافاسو                                                                           | ۲۷۴٬۲۰۰     | ۱۲٬۶۰۳٬۱۸۵           | ۴۶٫۰                        | کوگادوگو                                        |
| کیپ ورد                                                                               | ۴٬۰۳۳       | ۴۰۸٬۷۶۰              | ۱۰۱٫۴                       | پرایا                                           |
| ساحل عاج                                                                              | ۳۲۲٬۴۶۰     | ۱۶٬۸۰۴٬۷۸۴           | ۵۲٫۱                        | ابیجان و یاموسوکرو                              |
| Gambia                                                                                | ۱۱٬۳۰۰      | ۱٬۴۵۵٬۸۴۲            | ۱۲۸٫۸                       | بانجول                                          |
| غنا                                                                                   | ۲۳۹٬۴۶۰     | ۲۰٬۲۴۴٬۱۵۴           | ۸۴٫۵                        | آکرا                                            |
| گینه                                                                                  | ۲۴۵٬۸۵۷     | ۷٬۷۷۵٬۰۶۵            | ۳۱٫۶                        | کوناکری                                         |
| گینه بیسائو                                                                           | ۳۶٬۱۲۰      | ۱٬۳۴۵٬۴۷۹            | ۳۷٫۳                        | بیسائو                                          |
| لیبریا                                                                                | ۱۱۱٬۳۷۰     | ۳٬۲۸۸٬۱۹۸            | ۲۹٫۵                        | مونرویا                                         |
| مالی                                                                                  | ۱٬۲۴۰٬۰۰۰   | ۱۱٬۳۴۰٬۴۸۰           | ۹٫۱                         | باماکو                                          |
| موریتانی                                                                              | ۱٬۰۳۰٬۷۰۰   | ۲٬۸۲۸٬۸۵۸            | ۲٫۷                         | نوآکشوت                                         |
| نیجر                                                                                  | ۱٬۲۶۷٬۰۰۰   | ۱۰٬۶۳۹٬۷۴۴           | ۸٫۴                         | نیامی                                           |
| نیجریه                                                                                | ۹۲۳٬۷۶۸     | ۱۲۹٬۹۳۴٬۹۱۱          | ۱۴۰٫۷                       | آبوجا                                           |
| سینت هلینا (انگلستان)                                                                 | ۴۱۰         | ۷٬۳۱۷                | ۱۷٫۸                        | جیمز تاون                                       |
| سنگال                                                                                 | ۱۹۶٬۱۹۰     | ۱۰٬۵۸۹٬۵۷۱           | ۵۴٫۰                        | داکار                                           |
| سیرالئون                                                                              | ۷۱٬۷۴۰      | ۵٬۶۱۴٬۷۴۳            | ۷۸٫۳                        | فری‌تاون                                         |
| توگو                                                                                  | ۵۶٬۷۸۵      | ۵٬۲۸۵٬۵۰۱            | ۹۳٫۱                        | لومه                                            |
| مجموع                                                                                 | ۳۰٬۳۶۸٬۶۰۹  | ۸۴۳٬۷۰۵٬۱۴۳          | ۲۷٫۸                        |                                                 |